# Abordagem aos encouraçados Barroso e Rio Grande
Abordagem do encouraçado Barroso e monitor Rio Grande, também conhecida como Abordagem aos encouraçados no Tagy, foi uma operação naval paraguaia realizada durante a Guerra do Paraguai. A marinha brasileira esteve presente nas principais ações das forças aliadas. O presidente Francisco Solano López sabia da ameaça que essa marinha representava e desejava tomar alguns dos seus navios, os encouraçados. A tomada era vista também como uma forma de compensação pelas perdas obtidas por causa da guerra. Planos de abordagem foram criados e executados no ano de 1868.
Em 9 de julho, às 23h50, 270 soldados paraguaios, conhecidos como Bogavantes, atacaram dois encouraçados brasileiros, Barroso e Rio Grande, ancorados próximos à barranca do Tagy, localizado à margem esquerda do Rio Paraguai. A tentativa de abordagem não foi simultânea o que permitiu que cada embarcação se apoiasse com suas respectivas peças de artilharia. A infantaria do exército imperial acampada no Tagy também deu suporte aos navios. Os bogavantes, apesar de estarem bem armados e terem conseguido subir ao convés de ambas as embarcações, não obtiveram êxito, sendo rapidamente derrotados. Os paraguaios sofreram 74 baixas e os brasileiros 11. 
Após a derrota dos bogavantes, as últimas forças que protegiam a fortaleza de Humaitá e que dependiam da vitória deles abandonaram o baluarte e tentaram fugir para o Chaco, contudo foram cercadas e derrotadas pelas tropas brasileiras. A fortaleza foi ocupada logo em seguida. 

## Antecedentes
A derrota da marinha paraguaia na Batalha Naval do Riachuelo, em 11 de junho de 1865, obrigou as forças de Francisco Solano López a recuarem para seu próprio território. Em seguida, a invasão do Paraguai ocorreu com a Batalha do Passo da Pátria em 1866, quando os aliados desembarcaram no país. A tática empregada pelas forças invasoras foi a utilização da marinha imperial como força de apoio às tropas em terra, transportando homens, suprimentos e combatendo as diversas fortificações e embarcações ao longo do rio Paraguai e seus tributários. No entanto, a derrota na fortaleza de Curupaití no dia 22 de setembro, freou as operações aliadas por pelo menos um ano, até que as forças navais romperam o passo do forte no dia 15 de agosto de 1867, apoiadas pelas tropas terrestres que também efetuaram a tomada da barrancada do Tagy, localizada na margem esquerda do rio e acima da fortaleza de Humaitá, outro baluarte a ser ultrapassado. Com a conquista de Curupaití e Tagy, os aliados conseguiram coordenar uma logística que sustentava os encouraçados estacionados abaixo de Humaitá para que pudessem também forçar sua transposição. Foi somente em 19 de fevereiro de 1868 que seis encouraçados efetuaram com sucesso a transposição desse forte.
Após a passagem, Humaitá se tornou inalcançável pelo rio, o que obrigou os paraguaios a construírem uma estrada aberta no Chaco que ligava a fortaleza até o forte do Timbó para que o abastecimento de suprimentos não cessasse. Contudo, o constante ataque dos encouraçados brasileiros e o cerco montado pelas forças terrestres contribuíram para a decisão de abandonar Humaitá. Tais eventos provavelmente foram os responsáveis pela elaboração de planos de abordagem dos outros navios ancorados entre esta fortaleza e Curupaití. A primeira movimentação teria ocorrido logo após a passagem do dia 19 de fevereiro, quando uma frota formada por 40 canoas tentaram abordar o encouraçado Alagoas mas falharam. Os paraguaios novamente tentaram a abordagem dessa vez contra dois encouraçados, Cabral e Lima Barros, em 2 de março, mas novamente falharam após serem repelidos pelas guarnições dos navios e pelo apoio de outras embarcações. Após esse último fracasso, López ordenou o abandono de Humaitá com mais de 12 mil soldados no dia seguinte.
Essas últimas ações paraguaias levaram o comando naval a suspeitarem de que uma nova tentativa de abordagem poderia ocorrer contra navios que estavam adiante de Humaitá. De fato, vários prisioneiros paraguaios, incluindo oficiais, relataram que Solano López estava treinando soldados paraguaios vindos de várias divisões do exército e marinha, conhecidos como Bogavantes, para abordarem e tomarem encouraçados imperiais. O Segundo Sargento do 12.º Regimento de Cavalaria paraguaia Evaristo Chamorro, prisioneiro dia 9 de junho, relatou que López desejava tomar por abordagem o monitor Rio Grande ancorado na barrancada de Tagy, por uma força sob comando de um alferes que participou da abordagem do dia 2 de março. Após o combate de Tagy, o Segundo Sargento José Fructo Guerreiro, outro capturado, confirmou as informações obtidas por Chamorro. Esse relato demonstrou que os aliados sabiam que um ataque em Tagy era esperado, só não sabiam quando.

## Objetivo, cenário e plano de abordagem

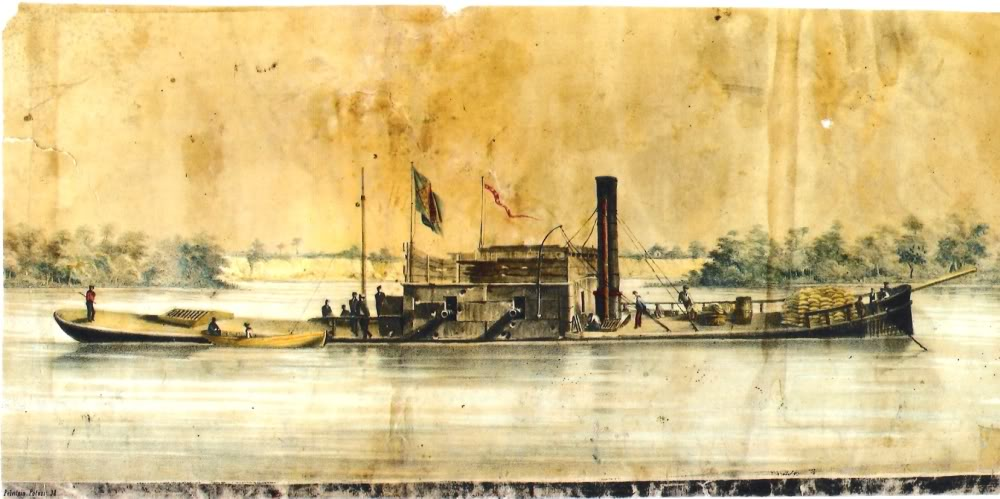
Ilustração do encouraçado Barroso

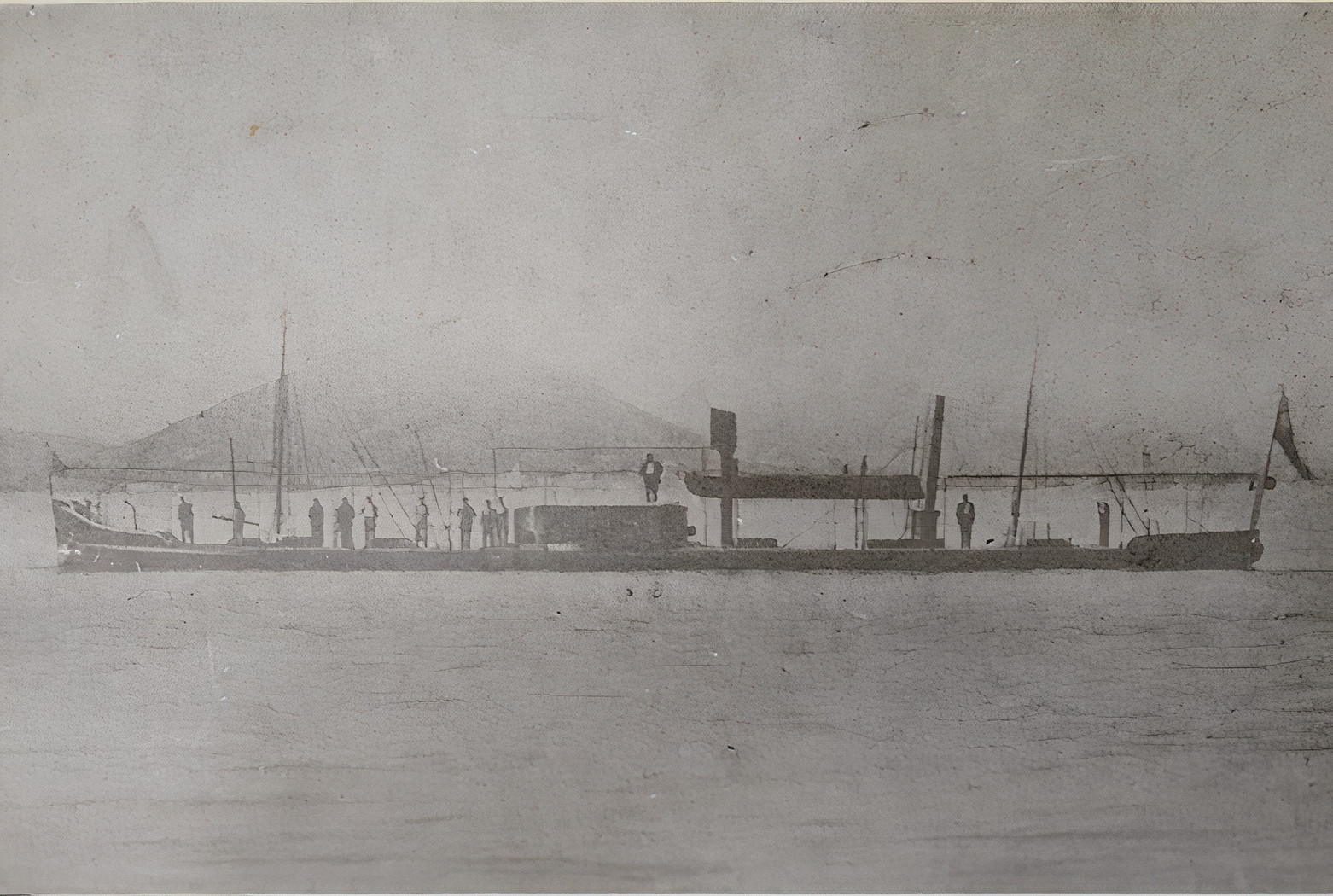
Monitor encouraçado Alagoas da mesma classe do Rio Grande

Historiadores como George Thompson e Juan Crisostomo Centurión concordam que os paraguaios, ao atacarem os encouraçados, tencionavam proteger de alguma maneira a fortaleza de Humaitá. Logo após a transposição dos navios brasileiros, o cerco das tropas aliadas, a ocupação do Chaco e o abandono por parte de López, Humaitá ficou completamente impossibilitada de receber suprimentos. Ainda assim, as forças paraguaias remanescentes queriam a todo custo manter a fortaleza sob sua posse. Há também o argumento de que López desejava obter esses encouraçados para si em uma tentativa de reverter a direção da guerra a seu favor. Outro motivo seria uma espécie de vingança de Solano López pelo fato do Brasil ter comprado os cinco encouraçados que deveriam ter sido enviados ao Paraguai, mas que não foram devido ao não pagamento por eles, pois López sabia que sua marinha era deficiente desde o princípio. Seja qual for, a elaboração da abordagem teve como princípio a tomada de apenas um navio: monitor Rio Grande.
Realizou-se em 5 de julho uma conferência entre o general Caballero, comandante do forte do Timbó, e Solano López para mencionar que as forças bogavantes se dirigiam desde o Chaco para o Rio Vermelho, de onde partiriam para abordagem, visto que a foz daquele rio se localizava bem próximo de Tagy. O comando naval brasileiro passou a receber informes, vindos principalmente de relatos de desertores, de que forças paraguaias poderiam atacar as linhas brasileiras vindas das fortificações do Tebiquari. Para proteger a barrancada do Tagy, o Rio Grande foi ordenado a ancorar naquela posição a fim de canhonear qualquer incursão do inimigo ali. Os outros cinco encouraçados que haviam passado Humaitá, passaram a bombardear essa posição e Timbó, além de servirem de transporte de tropas e suprimentos para forças no Chaco e também no Tagy. Foi nesse período que o comando naval recebeu a informação do oficial Chamorro sobre os preparativos de abordagem dos encouraçados.
Os bogavantes, como eram chamados os elementos das forças de assalto, eram treinados numa região que ficava na parte superior da foz do rio Tebiquari em um local onde o rio Paraguai tinha um canal. Ali, treinavam o assalto com alguns vapores de madeira que estavam ancorados. Esses militares eram retirados de unidades da infantaria, cavalaria e marinha, sempre soldados que tinham boa reputação perante seus superiores, ávidos nadadores e com grande bravura. O local destinado ao assalto, Tagy, era uma barrancada erigida na margem esquerda do rio Paraguai. Os paraguaios haviam guarnecido aquela posição com vários canhões de modo a tentar neutralizar a ação da marinha imperial naquela região do rio. No entanto, àquela altura, tal posição já estava sob controle brasileiro.
Posições do exército imperial existiam em torno da barrancada, além de uma linha de telégrafo que ligava o acampamento base dos brasileiros a essa região. Há poucas fontes que demonstram com clareza os pormenores das movimentações paraguaias antes da abordagem aos encouraçados. O que se sabe é que dias antes do derradeiro ataque (9), entre 6 e 8 de julho, os encouraçados Barroso e Rio Grande não se encontravam em Tagy, pois estavam repondo seus suprimentos e bombardeando Timbó. No entanto, no dia 9, ambas as embarcações foram localizadas pelos paraguaios próximo a Tagy.
As embarcações brasileiras possuíam uma vulnerabilidade que facilitava a abordagem: a baixa borda livre. O Barroso, comandado por Arthur Silveira de Motta, futuro Barão de Jaceguai, tinha pouco mais de um metro de borda livre, que diminuía ainda mais quando o navio tinha de usar seus canhões, uma vez que cerca de metade da borda era removível, chegando a pouco mais de 60 centímetros a distancia entre o pavimento principal e a superfície da água. O Rio Grande pertencia a uma classe de navios projetada especificamente com borda livre baixa. Essa característica negativa dos navios permitia um assalto sem embaraço. Um recurso que poderiam utilizar era a rede antiabordagem, muito comum nos navios de madeira da época. No entanto, se essa proteção fosse instalada nos encouraçados impediria o uso de seus armamentos, uma vez que se utilizada destruiria a própria rede. A solução mais viável era internar toda a tripulação dentro da embarcação e iniciar a defesa a partir de lá.

## Abordagem

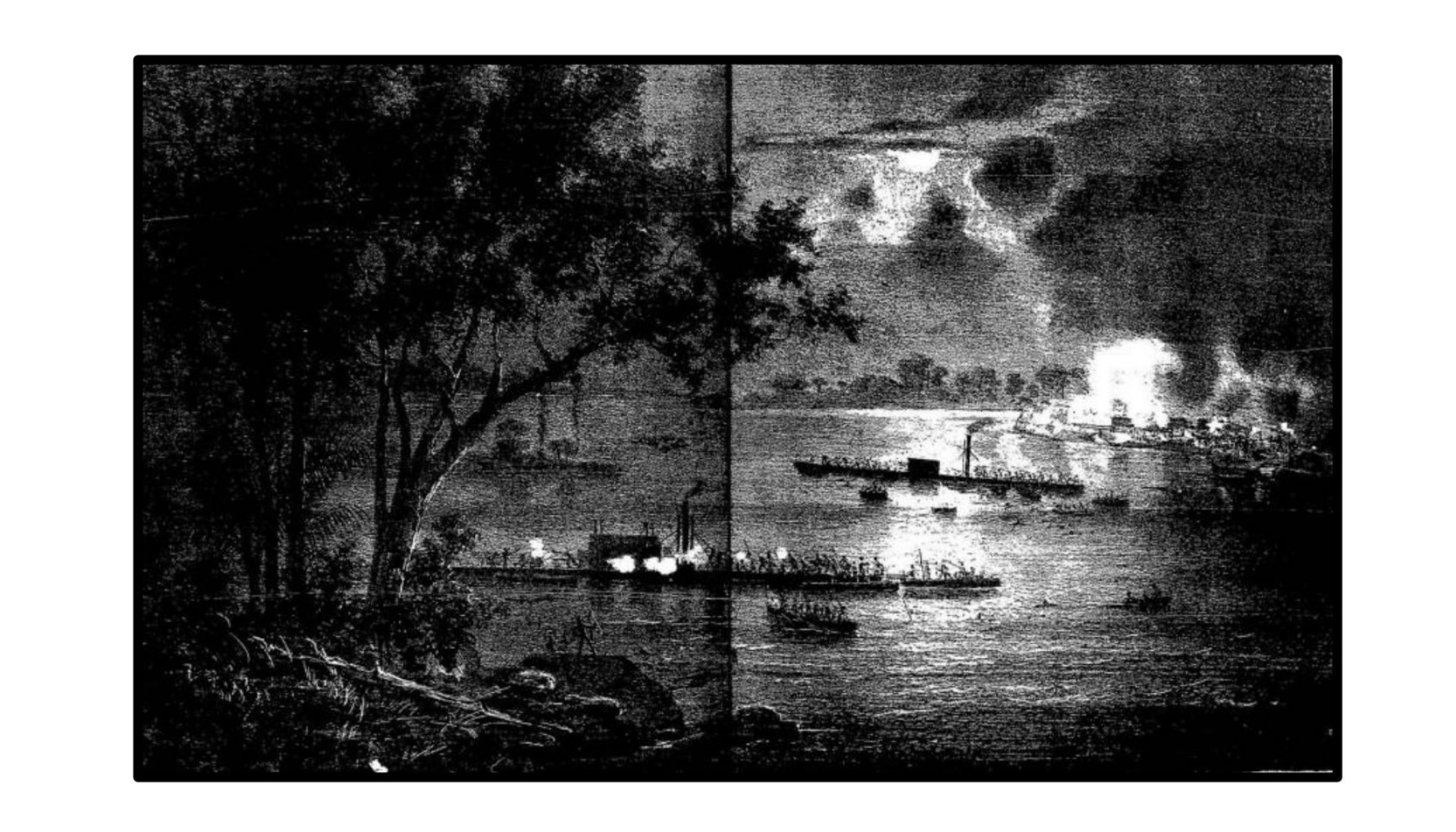
Ilustração da abordagem por Carlos Linde (Semana Illustrada, 2 ago. 1868)

Os abordantes somavam 270 homens divididos em duas divisões de 20 canoas, sob comando do Major Francisco Lino Cabriza. Utilizaram plantas aquáticas numa tentativa de camuflá-los. O período de cheias contribuiu positivamente para esse engodo, uma vez que o avistamento de tais plantas descendo o rio era costumeiro. Às 23h50, os primeiros elementos das divisões paraguaias foram avistados pela guarnição do encouraçado Barroso, que somava 149 tripulantes e oficiais, não sendo pegos de surpresa devido à intuição certeira do oficial Alfredo Pereira de Araújo Neves que agiu antecipadamente por suspeitar da possível movimentação do inimigo contra a embarcação. Porém, os paraguaios conseguiram cercar o navio antes do primeiro disparo. Os assaltantes saltaram no convés do encouraçado com "ímpeto e valor" munidos de granadas de mão, chuços, piques, machadinhas e tubos carregados com materiais asfixiantes, todo o necessário para abordagem. Ao subirem a bordo, impediram que a âncora fosse içada, talvez numa tentativa de impedir que o Barroso se movesse e prostrasse mais abaixo do local e ficasse próximo o suficiente de serem alvos das baterias do exército e do Rio Grande que ainda não havia sido abordado.
Toda a guarnição do Barroso combatia os assaltantes, mas um detalhe que contribuiu para uma defesa mais eficaz era que a embarcação tinha acima da casamata uma estrutura defensiva chamada amurada, de onde sete homens guarneceram durante toda batalha. Se os bogavantes tomassem essa posição, não seria possível à guarnição internada hostilizá-los. A pequena força acima da casamata tinha caminho desimpedido para acertar os invasores, ao contrário da marinhagem internada que só podia atacar pelas aberturas existentes. Ainda assim, conseguiam desferir baixas ao inimigo. O comandante do Barroso decidiu utilizar os canhões de vante do encouraçado apenas quando um número considerável de bogavantes ocupasse o convés, pois depois de disparadas as peças necessitavam de homens do lado de fora para o trabalho de recarga, ou seja, dificilmente seriam usadas novamente. Em um dado momento do combate, trinta paraguaios se amontoaram na proa e um único disparo do canhão de calibre 120 "bastou para varrer o convés, onde só ficaram cadáveres ou corpos de moribundos". A situação se repetiu na popa, que tinha dois canhões carregados, onde sobreviventes e outros ainda nas canoas engajavam abordagem.
Apesar dos esforços dos bogavantes, o Barroso conseguiu se mover em direção da cobertura das baterias do exército e do monitor Rio Grande, com tripulação composta por 43 homens e oficiais, que já metralhava os sobreviventes na água com sua hélice. Mesmo com dificuldade de se mover, devido à âncora ainda estar baixada, o Barroso se prostrou próximo do monitor e quando os paraguaios avistaram-no, trataram de atacá-lo também. Nesse momento, o capitão do Rio Grande Antônio Joaquim e alguns praças ajudantes tentaram impedir a abordagem do navio, ato que resultou no desaparecimento do comandante e ferimentos nos marinheiros. A aproximação do Barroso permitiu aniquilar ou capturar quase todos os paraguaios que se encontravam no convés do monitor. Ao mesmo tempo da batalha naval, o exército se movimentava a fim de se posicionar e bater os paraguaios com suas baterias. O comandante da posição, Brigadeiro João Manuel Mena Barreto, colocou o 40.º Corpo de Voluntários da Pátria sobre a margem do rio, em linha, e fez abrir fogo contra os assaltantes. Outras forças foram posicionadas ao redor do acampamento, pois havia a informação de que um ataque do exército paraguaio poderia ocorrer. A tentativa de assalto contra as embarcações falhou e os sobreviventes paraguaios tentaram a nado alcançar as margens do rio, momento em que Mena Barreto ordenou à artilharia metralha sobre eles. Os que conseguiram atingir a margem, o brigadeiro enviou em perseguição tropas de infantaria apoiadas pela cavalaria. Era o fim da batalha.
Alguns tripulantes do Barroso saíram para o convés para cumprimentar as tropas do exército no Tagy quando o encouraçado se aproximou da barrancada. De forma imprudente, a infantaria de lá confundiu os tripulantes com paraguaios tentando abordá-los e disparou contra eles, ferindo quatro marinheiros e matando fatalmente outros dois, que se tornaram as únicas baixas do navio. A confusão aparenta não ter justificativa, uma vez que no momento havia "claridade naquela noite pelo efeito da lua.", segundo relato do Barão de Jaceguai. As baixas totais dos brasileiros foram 11, três mortos (dois por fogo amigo) e oito feridos, devido às lesões causadas por projéteis, lâminas e outros objetos. Entre os paraguaios, não há um número exato. O escritor e general Paulo de Queiroz Duarte, em seu livro Os voluntários da pátria na guerra do Paraguai, Vol. 3, afirma que na tolda do Barroso restaram 42 cadáveres. É provável que a este número soma-se também os que jaziam no rio, além de 32 prisioneiros que tentaram fugir a nado e pela mata, totalizando prováveis 74 baixas. Ademais, foram tomados dos assaltantes 12 canoas, 40 remos, 29 granadas de mão, nove foguetes a congreve, quatro tubos incendiários, oito carabinas, sete lanças, dez espadas, 12 velas mistas, cinco croques de abordagem, uma espada e uma cartucheira.

## Consequências

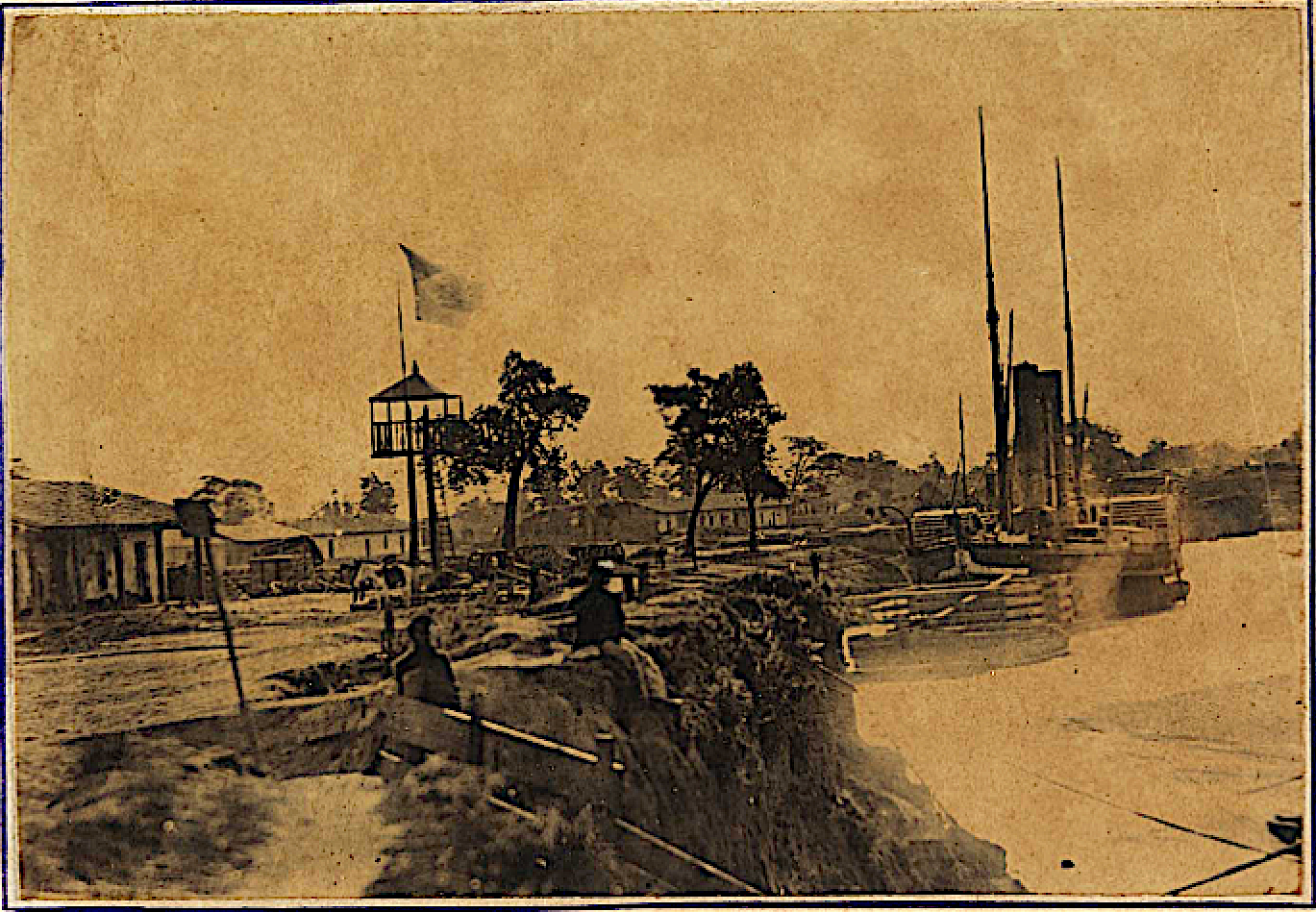
Bandeira brasileira sobre a barranca de Humaitá após sua captura

A derrota dos paraguaios permitiu que os aliados preparassem a tomada da fortaleza de Humaitá. Cerca de dez dias depois da batalha, tropas imperiais reforçaram o Chaco e, consequentemente, abriram caminho para a transposição da fortaleza por mais três navios da armada. Um dos prisioneiros paraguaios da abordagem indicou as posições defensivas na região do Tebiquari, resultando na transposição de três encouraçados sobre elas e posterior bombardeio do local de treinamento dos Bogavantes. No dia 24, Humaitá foi finalmente abandonada pelos últimos defensores, e no dia seguinte foi ocupada pelas tropas do Maquês de Caxias.
As forças remanescentes em fuga foram encontradas e encurraladas pelos brasileiros na Isla Poí, em direção do Chaco. Mesmo em desvantagem, os paraguaios ofereceram ferrenho combate à canoa e somente se renderam com o apoio das tropas do exército guarnecidas no Timbó, que ocorreu no dia 5 de agosto. A tentativa de captura do Barroso e Rio Grande foi a terceira contra encouraçados imperiais, e uma quarta ocorreria no ano seguinte, na Campanha das Cordilheiras.